# Montreux Volley Masters de 2010
O Montreux Volley Masters de 2010 foi realizado em Montreux, Suíça entre 5 de junho e 13 de junho de 2010. Participaram do torneio 8 seleções. A Seleção da China venceu o torneio, Estados Unidos ficou em segundo e a Cuba em terceiro.

## Seleções participantes
- China
- Cuba
- Alemanha
- Holanda
- Polônia
- Rússia
- Japão
- Estados Unidos

## Grupos
| Grupo A                              | Grupo B                          |
| ------------------------------------ | -------------------------------- |
| Alemanha Japão Rússia Estados Unidos | China Cuba Países Baixos Polónia |